# Pabellón del Parque
El Pabellón del Parque o simplemente El Parque es un pabellón deportivo multiusos situado en la ciudad española de Albacete. Es propiedad del Ayuntamiento de Albacete gestionado a través del Instituto Municipal de Deportes (IMD).
Es uno de los principales pabellones deportivos cubiertos de la ciudad, ubicado en el centro de la capital albaceteña, inaugurado en 1975 por los príncipes Juan Carlos y Sofía.
El pabellón cuenta también con una sala de usos múltiples, además de otros espacios auxiliares como 4 vestuarios y duchas (colectivos e individuales), vestuario para monitores y árbitros, sala de reuniones, sala de monitores, sala fitness, control de acceso automatizado o la oficina de los Juegos Deportivos Municipales.
Es sede de varios clubes deportivos de la ciudad entre los que destaca el Albacete Basket, de la LEB Oro, segunda división del baloncesto español. Asimismo, fue sede del Club Voleibol Albacete femenino, uno de los clubes más potentes de España, hasta su desaparición en 2009 por problemas económicos tras haber militado durante 21 temporadas consecutivas en la máxima competición nacional y 8 temporadas en competiciones europeas y haberse proclamado campeón de Liga y de la Copa de la Reina.
Entre los deportes que se practican a diario en el centro se encuentran el fútbol sala, el voleibol, el baloncesto, la gimnasia rítmica, la gimnasia de mantenimiento, el taichi en sala multiusos adaptada, el baile de salón o el esgrima.
Ha albergado grandes eventos del mundo del deporte como la Supercopa de España de Voleibol Masculino de 2008, en la que se impuso el Palma Volley, y de 2014 en la que el CAI Voleibol Teruel venció al Unicaja Almería, la Superliga femenina de voleibol durante 21 temporadas consecutivas, la Copa de la Reina de Voleibol, así como la Liga de Campeones y la Copa CEV de voleibol femenino durante 8 temporadas o la LEB Oro, antesala de la ACB.